# Дильс, Отто
Отто Пауль Герман Дильс (нем. Otto Paul Herrmann Diels; 23 января 1876, Гамбург — 7 марта 1954, Киль) — немецкий химик-органик, лауреат Нобелевской премии по химии (1950).
Член Германской академии естествоиспытателей «Леопольдина» (1932).

## Биография
Сын известного немецкого лингвиста и исследователя религий Германа Александра Дильса.
В 1899 году окончил Берлинский университет, где с 1906 года был профессором; с 1916 года профессор Кильского университета.

## Основные работы
Дильс предложил в 1927 году способ дегидрирования органических соединений с помощью селена без изменения их углеродного скелета; дегидрировал холестерин и др. стерины.
В 1928  году совместно с Альдером открыл диеновый синтез и получил с помощью этого метода большое число органических соединений различных классов.

## Признание
- 1931 — Памятная медаль Адольфа фон Байера[нем.]
- 1950 — Нобелевская премия по химии, совместно с Альдером («За открытие и развитие диенового синтеза»).

## Сочинения
- O. Diels. Dien-Synthese und Selen-Dehydrierung in ihrer Bedeutung für die Entwicklung der organischen Chemie (нем.) // Berichte der Deutschen Chemischen Gesellschaft. — 1936. — Bd. 69, Nr. 11. — S. A195-A208. — doi:10.1002/cber.19360691130.
- Einführung in die organische Chemie, 15 Aufl., Weinheim, 1953.